# مفتاح اللمس
مفتاح اللمس، نوع من المفاتيح لا يحتاج إلا اللمس لكي يعمل ويغير من حالته من مغلق إلى مفتوح بدأ استخدامه مؤخرا في العديد من التطبيقات الصناعية منها والمنزليه كإنارة المصابيح وكمفاتيح الجدران التي لها مظهر خارجي معدني وكذلك في أجهزة الكمبيوتر العامة وشاشات اللمس وواجهات المستخدم وبذلك فهو يعتبر أبسط صوره لأجهزة الاستشعار باللمس.

## الأنواع
يوجد إلى الآن ثلاث أنواع من مفاتيح اللمس وهم:

### المفاتيح السعوية
لا يحتاج مفتاح السعة غير قطب واحد ليعمل. يمكن وضع القطب خلف لوحة غير موصلة كالخشب أو الزجاج أو البلاستيك. يعمل المفتاح اعتمادا على السعوية، خاصية في جسم الإنسان تمنحها الخصائص الكهربائية اللازمة. يشحن المفتاح ويفرغ وفقا للتغيرات في السعة، فعندما يلمسها شخص ما تزيد من قيمة السعة داخلها وتغير من حالتها.
تتوفر العديد من الشركات تلك المفاتيح تجاريا على هيئة دوائر إلكترونية متكاملة مثل سيمنز، وشنايدر، وإيه بي بي، وميتسوبيشي إلكتريك كما يمكن أن تستخدم تلك المفاتيح كحساس تقاربي.

### مفتاح المقاومة
يحتاج مفتاح المقاومة إلى قطبين ليحدث اتصال فيزيائي ويوصل الكهرباء. تعتمد فكرة عمله على خفض المقاومة بين القطبين وبذلك فهو أبسط بكثير من مفتاح السعة. على سبيل المثال، عند وضع إصبع واحد أو اثنين على لوحة إنارة تغلق الدائرة ويعمل المصباح بينما تؤدي إزالة الأصبع إلى فتح الدائرة.

### مفتاح بيزو
تعتمد فكرة عمل مفاتيح بيزو على مبدأ اللمس والانحناء الميكانيكي لسيراميك بيزو التي عادة ما يتم وضعها مباشرة وراء السطح. بدأت الشركات التجارية بتوفير المفاتيح تجاريا تجعل لمسها بحوالي 1.5 نيوتن كافياً، حتى بالنسبة للمواد الصلبة مثل الفولاذ المقاوم للصدأ.

## وصلات خارجية
- كيف تعمل المصابيح الحساسة للمس؟
- المفاتيح السعوية.